# Ауэрман, Лев Янович
Лев Янович Ауэрман (29 марта 1905 — 27 ноября 1986) — советский учёный, технолог пищевой промышленности, внесший ключевой вклад в становление советской технологии промышленного хлебопечения.
С 1927 года — технический руководитель московских хлебозаводов № 1 и № 4, работал на строительстве Хлебозавода-автомата Кировского района.
В 1933 году опубликовал учебник «Технология хлебопечения», выдержавший 9 изданий (последнее — в 2005 году), переведённый на болгарский (1949) и румынский (1951) языки. Напечатал также несколько просветительских брошюр, в том числе «Производство сухарей» (1943), «Использование картофеля в хлебопечении» (1945, в соавторстве), «Повышение пищевой ценности хлеба» (1946) и ряд других.
Доктор технических наук. В 1934—1976 годах заведовал кафедрой технологий хлебопекарного производства Московского инженерно-технологического института хлебопекарной промышленности (ныне МГУПП); с 1937 года — профессор, с 1976 года — профессор-консультант. Возглавлял центральное правление Научно-технического общества пищевой промышленности.
Дочь — биохимик Татьяна Ауэрман (род. 1936).